# Боуэн, Джон (колониальный администратор)
Джон Боуэн (англ. John Bowen; 1780, Илфракум, Девон, Англия, Великобритания — 20 октября 1827, там же) — британский морской офицер и колониальный администратор, в 1803 году основавший первое поселение европейцев на Земле Ван-Димена (ныне Тасмания, Австралия). 

## Биография
Джон Боуэн родился в 1780 году в Илфракуме (Девон, Англия) и был крещён 14 февраля 1780 года. Его отец — Джеймс Боуэн, британский торговый капитан, а впоследствии офицер Королевского флота. Мать Джона Боуэна звали Элизабет.
Морская карьера Джона Боуэна началась в марте 1794 года, а в феврале 1798 года он окончил Королевский военно-морской колледж в Дартмуте и после этого стал служить младшим офицером на судне HMS Argo, которым командовал его отец Джеймс Боуэн. В апреле 1802 года он начал службу в чине лейтенанта на судне HMS Lancaster, а затем — на HMS Glatton, сопровождая заключённых, которых перевозили в Новый Южный Уэльс.
Вскоре после прибытия Джона Боуэна в Порт-Джексон (Сидней), в марте 1803 года губернатор Нового Южного Уэльса Филип Гидли Кинг поручил ему создать поселение на Земле Ван-Димена (так тогда называлась Тасмания), на восточном берегу реки Деруэнт, в районе Рисдон-Коув. Поселение было создано в сентябре 1803 года, когда 49 человек (включая 24 заключённых) во главе с Боуэном прибыли на реку Деруэнт на двух кораблях. Первый корабль, HMS Lady Nelson, прибыл к месту назначения 9 сентября, а второй, Albion, на котором находился Боуэн — 12 сентября.
Через несколько месяцев был назначен первый лейтенант-губернатор на юге Земли Ван-Димена — им стал Дэвид Коллинз. Он прибыл к поселению Рисдон-Коув 16 февраля 1804 года, но остался недоволен выбранным местом, и через некоторое время вместе со своими спутниками перебрался на западный берег реки Деруэнт — на место, которое получило название Салливэн-Коув. Там же впоследствии был построен город Хобарт, нынешняя столица Тасмании. 
В период своего пребывания на Земле Ван-Димена Джон Боуэн жил вместе с Мартой Хейз (Martha Hayes), от которой у него было две дочери — Генриетта (род. 1804) и Марта-Шарлотта (род. 1805).
Умер 20 октября 1827 года в Илфракуме.

## Память
- В 1903 году, к столетию со времени прибытия Джона Боуэна и его отряда на Землю Ван-Димена, у Рисдон-Коув был воздвигнут памятный монумент[4].
- Мост через реку Деруэнт в районе Рисдон-Коув, строительство которого было завершено в 1984 году, получил название Боуэн-Бридж[5].